# 931A busz (Budapest)
A budapesti 931A jelzésű éjszakai autóbusz a Deák Ferenc tér és az Örs vezér tere között közlekedik, kizárólag egy irányban. A viszonylatot a Budapesti Közlekedési Zrt. üzemelteti.

## Története
2021. június 19-én indult. 2024. február 5-én üzemkezdettől az Örs vezér tere felé érinti a Károly körúti Astoria metróállomás megállót is.

## Útvonala
| Örs vezér tere felé |
| --- |
| Deák Ferenc tér M vá. – Károly körút – Astoria – Rákóczi út – Blaha Lujza tér – Rákóczi út – Baross tér – Kerepesi út – Fogarasi út – Nagy Lajos király útja – Örs vezér tere – Fehér út – Örs vezér tere M+H vá. |

## Megállóhelyei
Az átszállási kapcsolatok között a hosszabb útvonalon közlekedő 931-es busz nincs feltüntetve.
| 0  | Deák Ferenc tér M induló végállomás  | |
| 1  | Astoria M                            | 100E 907, 907A, 908, 908A, 909, 909A, 914, 914A, 916, 934, 950, 950A, 956, 973, 973A, 979, 979A, 990              |
| 2  | Astoria M                            | 100E 907, 907A, 908, 908A, 909, 909A, 914, 914A, 916, 934, 950, 950A, 956, 973, 973A, 979, 979A, 990              |
| 2  | Uránia                               | 907, 907A, 908, 908A, 916, 956, 973, 973A, 990                                                                    |
| 4  | Blaha Lujza tér M                    | 6 907, 907A, 908, 908A, 923, 956, 973, 973A, 990                                                                  |
| 6  | Huszár utca                          | 907, 907A, 908, 908A, 956, 973, 973A, 990                                                                         |
| 7  | Keleti pályaudvar M                  | 907, 907A, 908, 908A, 956, 973, 973A, 990 S60 S80 (hétköznap 23:55 és 0:55 között, hétvégén 23:55 és 1:50 között) |
| 8  | Arena Mall bevásárlóközpont          | 908, 908A, 956, 990                                                                                               |
| 8  | Gumigyár                             | 908, 908A, 956, 990                                                                                               |
| 11 | Puskás Ferenc Stadion M              | 901, 908, 908A, 918, 956, 990                                                                                     |
| 12 | Várna utca                           | 908, 908A, 956, 990                                                                                               |
| 13 | Pillangó utca                        | 908, 908A, 956, 990                                                                                               |
| 14 | Róna utca                            | 908, 908A, 956, 990                                                                                               |
| 14 | Kaffka Margit utca                   | 908, 908A, 956, 990                                                                                               |
| 15 | Pongrátz Gergely tér                 | 907, 908, 908A, 956, 990                                                                                          |
| 17 | Bánki Donát utca                     | 908, 908A, 956, 990                                                                                               |
| 19 | Örs vezér tere M+H érkező végállomás | 907, 908, 908A, 956, 990 419 (hétvége hajnalban)                                                                  |